# Axel Sjöblom
Axel Adolf Sjöblom (Stockholm, 1882. december 17. – Stockholm, 1951. október 10.) olimpiai bajnok svéd tornász.
Részt vett az 1908. évi nyári olimpiai játékokon, egy torna versenyszámban, a csapat összetettben és a svéd válogatottal aranyérmes lett.
Klubcsapata a Stockholms GF volt.